# Championnats de France de cyclisme sur route 1998
Les championnats de France de cyclisme sur route 1998 se sont déroulés à Charade dans le Puy-de-Dôme.

## Résultats

### Hommes
| Épreuves        | Or               | Or | Argent      | Argent | Bronze           | Bronze |
| Course en ligne | Laurent Jalabert |    | Luc Leblanc | m.t.   | Richard Virenque | à 45 s |

### Femmes
| Épreuves        | Or                     | Or | Argent            | Argent       | Bronze          | Bronze |
| Course en ligne | Jeannie Longo-Ciprelli |    | Séverine Desbouys | à 3 min 43 s | Fany Lecourtois | m.t.   |

### Championnat féminin
Le vendredi 3 juillet 1998, Jeannie Longo-Ciprelli devient à nouveau championne de France de cyclisme sur route, à l'âge de 39 ans.

### Championnat masculin
Le circuit sélectif et d'une longueur de 19,3 km se compose d'une portion globalement descendante dans sa première moitié puis d'une ascension en deux temps dans sa seconde moitié. La côte est longue de 7 km, avec des portions à 15 % et 17 %, pour un dénivelé global de 475 m sur un tour. Les coureurs parcourent onze tours de circuit, pour un total de 212,3 km.
La bonne échappée est lancée au sixième tour par Richard Virenque et Laurent Jalabert. Finalement, six coureurs s'accrochent : Pascal Hervé, Luc Leblanc, Stéphane Heulot, Xavier Jan, Christophe Rinero et Jean-Cyril Robin. Au septième tour, Jan et Rinero sont décrochés. Au neuvième tour, Hervé (sur incident mécanique) et Robin décrochent à leur tour. Virenque et Heulot sont aussi lâchés mais ils reviennent dans la partie descendante. Le même scénario se reproduit dans le dixième tour, à la suite d'une accélération de Leblanc.
Dans le onzième tour, Jalabert attaque et cette fois-ci Virenque et Heulot sont définitivement lâchés. Le titre se joue au sprint entre Luc Leblanc et Laurent Jalabert. Ce dernier, nettement supérieur à son adversaire dans cet exercice, s'impose. Luc Leblanc applaudit son adversaire en franchissant la ligne.
Derrière Richard Virenque distance Stéphane Heulot pour le gain de la médaille de bronze. Cette course ne voit que 25 coureurs atteindre l'arrivée, sur 136 au départ.

#### Classement final
| #   | Coureur           | Équipe                     |    | Temps           |
| --- | ----------------- | -------------------------- | -- | --------------- |
| 1.  | Laurent Jalabert  | ONCE                       | en | 5 h 42 min 41 s |
| 2.  | Luc Leblanc       | Polti                      | +  | m.t.            |
| 3.  | Richard Virenque  | Festina                    | +  | 45 s            |
| 4.  | Stéphane Heulot   | La Française des jeux      | +  | 1 min 45 s      |
| 5.  | Laurent Madouas   | Lotto-Mobistar             | +  | 4 min 57 s      |
| 6.  | Pascal Hervé      | Festina                    | +  | m.t.            |
| 7.  | Cédric Vasseur    | Gan                        | +  | 5 min 58 s      |
| 8.  | Jean-Cyril Robin  | US Postal                  | +  | 6 min 57 s      |
| 9.  | Gilles Maignan    | Mutuelle de Seine-et-Marne | +  | 7 min 13 s      |
| 10. | Christophe Rinero | Cofidis                    | +  | 12 min 21 s     |

136 coureurs au départ, 25 à l'arrivée.